# Estel nan
El terme estel nan o estrella nana es refereix a diferents classes d'estels.
- Estel nan normalment es refereix a qualsevol estel de la seqüència principal, un estel de la lluminositat de classe V.
  - Nan roig presenta menor massa que els estels de la seqüència principal.
  - Nan groc és un estel nan de la seqüència principal amb massa comparable a la del Sol, El Sol és un estel nan groc.
- Nan blau és un estel de baixa massa que hipotèticament és una forma de nan roig de post seqüència principal.
- Nan blanc és un estel compost de matèria degenerada d'electrons, que es pensa que és la fase final en l'evolució dels estels no prou massius com a per produir una supernova de tipus II; els estels amb aproximadament menys de 9 masses solars.
- Nan negre es refereix a un nan blanc que s'ha refredat prou com per a no emetre llum visible.
- Nan marró és un objecte subestel·lar no prou massiu com per a produir la fusió de l'hidrogen en heli; menys de 0,08 masses solars.